# Rajon Mariupol
Rajon Mariupol (ukrainisch Маріупольський район, russisch Мариупольский район Mariupolski rajon) ist ein Rajon (Bezirk) der Oblast Donezk, Ukraine. Es wurde im Juli 2020 im Rahmen der Reform der Verwaltungsgliederung der Ukraine geschaffen. Das Zentrum des Rajons ist die Stadt Mariupol. Die Bevölkerung beträgt ca. 500.000 (2021 geschätzt) Personen.

## Geographie
Der Rajon liegt im Süden der Oblast Donezk und grenzt im Norden an den Rajon Wolnowacha, im Osten an den Rajon Kalmiuske, im Süden an das Asowsche Meer, im Westen an den Rajon Berdjansk (in der Oblast Cherson gelegen) sowie im Nordwesten an den Rajon Polohy (in der Oblast Saporischschja gelegen).
Durch das Rajonsgebiet fließen die Flüsse Kaltschyk und Kalmius.

## Geschichte
Der Rajon entstand am 17. Juli 2020 im Zuge einer großen Rajonsreform durch die Vereinigung der Rajone Manhusch, Nikolske und den südlichen Teilen des Rajons Wolnowacha sowie der bis dahin unter Oblastverwaltung stehenden Stadt Mariupol.

Rajon Manhusch bis Juli 2020
Rajon Nikolske bis Juli 2020
Rajon Wolnowacha bis Juli 2020
Rajonsgebiet ab Juli 2020

## Administrative Gliederung
Auf kommunaler Ebene ist der Rajon in 5 Hromadas (1 Stadtgemeinde, 3 Siedlungsgemeinden und 1 Landgemeinde) unterteilt, denen jeweils einzelne Ortschaften untergeordnet sind.
Zum Verwaltungsgebiet gehören:
- 1 Stadt
- 6 Siedlungen städtischen Typs
- 77 Dörfer
- 5 Ansiedlungen

Die Hromadas sind im Einzelnen:
- Stadtgemeinde Mariupol
- Siedlungsgemeinde Manhusch
- Siedlungsgemeinde Mykilske
- Siedlungsgemeinde Sartana
- Landgemeinde Kaltschyk